# Vibidia duodecimguttata
Espèce
Vibidia duodecimguttata, la Petite coccinelle orange, est une espèce d'insectes coléoptères de la famille des Coccinellidae (coccinelles).
Elle est mycophage, et se nourrit principalement de mildiou.

## Description
Cette espèce peut mesurer jusqu'à 4 mm de long. Elle présente 12 taches blanchâtres, 6 sur chaque élytre.

## Distribution
Cette coccinelle est présente dans toute l'Europe.

## Galerie

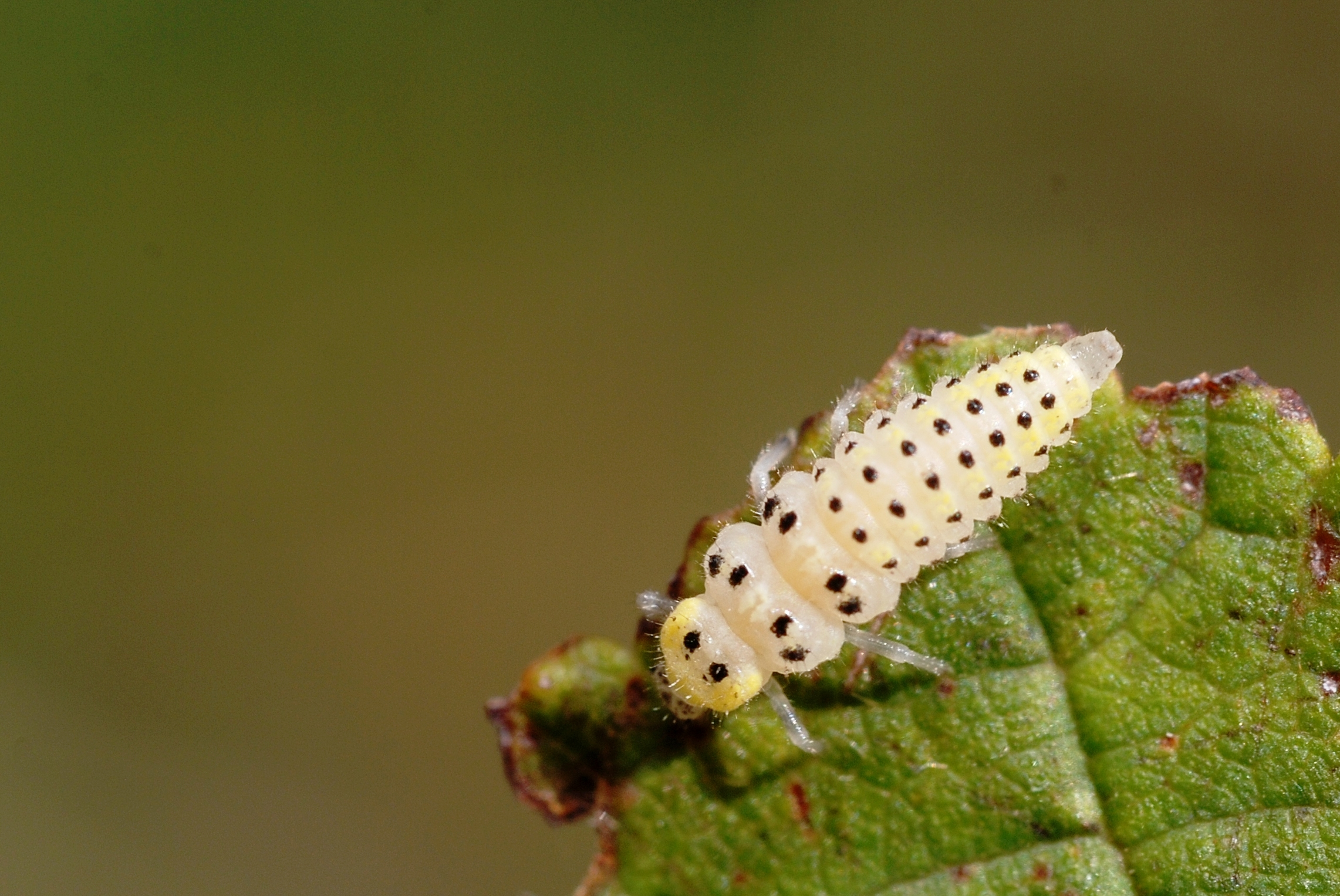
Larve
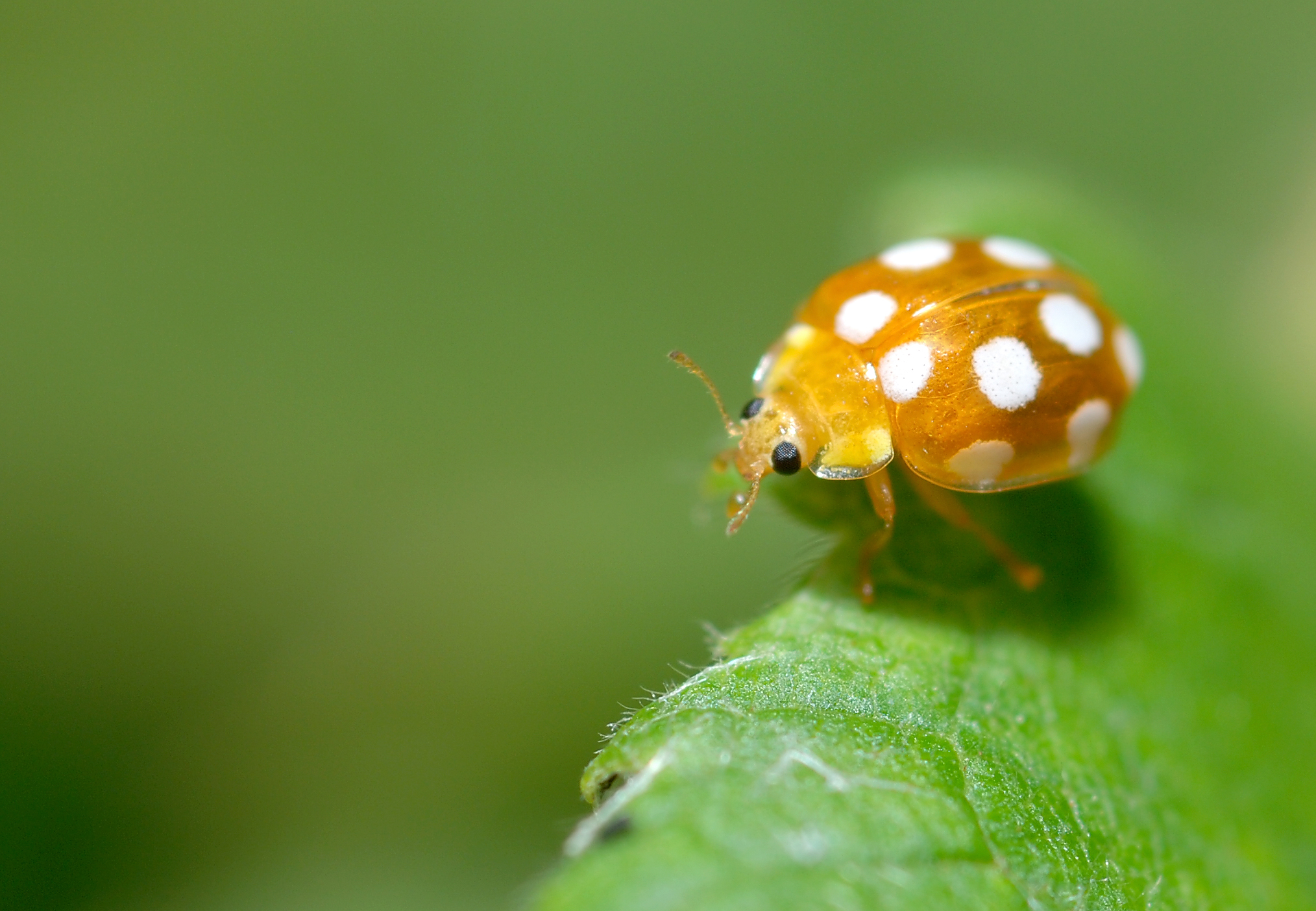
Adulte